# Rashtrapati Bhavan
Rashtrapati Bhavan (hindi:राष्ट्रपति भवन, polski: Pałac Prezydencki) – oficjalna siedziba prezydenta Republiki Indii, położona na Raisina Hill w Nowym Delhi. Do 1950 r. budynek nazywał się Viceroy House i służył jako rezydencja wicekróla.
Obecnie Rashtrapati Bhavan jest największą rezydencją głowy państwa na świecie.
W 1911 zdecydowano się przenieść stolicę Indii Brytyjskich z Kalkuty do Delhi w związku z czym postanowiono wybudować w Delhi siedzibę wicekróla. Potężny budynek miał być świadectwem panowania Imperium Brytyjskiego nad Indiami.
Rezydencję planowano budować 4 lata, ale w wyniku I wojny światowej budowa przedłużyła się i trwała 19 lat.
Początkowo koszt ustalono na 400 000 funtów, ale przedłużające się prace podwyższyły tę sumę do prawie 900 000 funtów.
Pierwszy lokator, wicekról Lord Irvin wprowadził się tutaj 23 stycznia 1931.
Po uzyskaniu przez Indie niepodległości nazwa została zmieniona na obecną, a pierwszym prezydentem Republiki rezydującym w Rashtrapati Bhavan był Rajendra Prasad.
Główna brama do pałacu znajduje się przy Prakash Vir Shastri Avenue.